# 니나 데르발
니나 데르발(네덜란드어: Nina Derwael, 네덜란드어 발음: [dɛrʋaːl] 또는 [dərʋaːl], 2000년 3월 26일~)은 벨기에의 체조 선수로 주 종목은 이단평행봉이다. 올림픽에 2회(2016, 2020) 참가했고 2020년 하계 올림픽 이단평행봉 종목에서 금메달을 획득했다. 또한 세계 선수권 대회 이단평행봉 2회 우승(2018, 2019), 유러피언 게임 이단평행봉 1회 우승(2019), 유럽 선수권 대회 이단평행봉 2회 우승(2017, 2018)을 달성했다.
벨기에 여자 체조 선수로는 최초로 올림픽에서 금메달을 획득했으며 벨기에 기계 체조 선수로는 최초로 세계 선수권 대회와 유럽 선수권 대회에서 우승했다.